# Xã Ord, Quận Antelope, Nebraska
Xã Ord (tiếng Anh: Ord Township) là một xã thuộc quận Antelope, tiểu bang Nebraska, Hoa Kỳ. Năm 2010, dân số của xã này là 79 người.